# Liste de diffusion
 (juillet 2024).
Si vous disposez d'ouvrages ou d'articles de référence ou si vous connaissez des sites web de qualité traitant du thème abordé ici, merci de compléter l'article en donnant les références utiles à sa vérifiabilité et en les liant à la section « Notes et références ».
Une liste de diffusion, ou liste de distribution (mailing list en anglais, abrégée en ML) est une utilisation spécifique du courrier électronique qui permet le publipostage d'informations aux utilisateurs qui y sont inscrits. Celle-ci est gérée par un logiciel installé sur un serveur. On différencie les listes d'annonces destinées à envoyer des informations aux abonnés sans retour de leur part et les listes de discussion où toute personne inscrite peut envoyer un message ou y répondre.

## Utilisation
Le principe est que l'auteur d'un courrier électronique envoie un message à une seule adresse, celle de la liste de diffusion, et que le serveur distribue celui-ci à tous les abonnés.
Souvent, l'inscription à une liste de diffusion impose un enregistrement et celui-ci limite les consultations des archives par des opérations techniques plus ou moins contraignantes et peut poser des questions liées au respect de la vie privée. C'est par exemple le cas des listes gérées par Yahoo! Groups (qui a fermé son service en fin d'année 2020 ) ou Google Groups.
Difficultés: l'utilisation de ces listes nécessite la mise en place d'identifiants de validation SPF et DKIM, dans les entrées DNS du gestionnaire du nom de domaine utilisé, pour réduire le risque d'être interprété comme SPAM.

## Fonctionnement
Une liste de diffusion est gérée par un ou plusieurs administrateurs qui fixent les règles d'utilisation du service :
1. L'inscription à la liste peut être libre ou soumise à approbation ;
2. L'envoi de messages peut être ouvert à tous ou restreint aux abonnés ;
3. La liste peut être modérée, certains messages n'étant relayés qu'après validation.

Ce fonctionnement est celui de la liste de distribution classique.

## Types
Il existe deux types principaux de listes :
1. La liste de distribution classique, en mode discussion. Elle est souvent associée à un forum qui conserve l'historique des riches échanges et réponses.
2. La liste de diffusion, ou d'annonces, ou lettre d'information (newsletter), qui permet à un (ou quelques) de diffuser un courriel à un grand nombre de correspondants, sans faire apparaître les autres destinataires, et en affichant chaque destinataire de façon unique et explicite (comme un publipostage personnalisé)[pas clair]. Les destinataires ne répondent qu'au seul diffuseur, et ne peuvent pas correspondre aux autres membres de la liste.

L'utilisation du mot diffusion au lieu de distribution, n'est pas généralisé.